# Pothyne mamutensis
Pothyne mamutensis är en skalbaggsart som beskrevs av Hayashi 1975. Pothyne mamutensis ingår i släktet Pothyne och familjen långhorningar. Inga underarter finns listade i Catalogue of Life.